# Kleomenés I.
Kleomenes I. nebo Kleomenés I. (starořecky Κλεομένης) byl král Sparty přibližně od roku 520 př. n. l. do roku 490 př. n. l.. Pocházel z královského rodu Agiovců. Jeho spolukráli z rodu Eurypontovců byli Aristón (vládl cca 550–515 př. n. l.), Démaratos (vládl 515–491 př. n. l.) a Leótychidas II. (Vládl 491–469 př. n. l.).

## Nástup na trůn
Kleomenes byl nejstarším synem krále Anaxandrida, kterému se s první manželkou nedařilo zplodit potomka. S návrhem Eforie, aby se s ní kvůli hrozbě vymření dynastie Agiovců rozvedl, nesouhlasil. Navrhli mu proto uzavřít další manželství. Oženil se tedy s Prinetidou a z tohoto manželství se narodil Kleomenes. S odstupem času se však i první manželce narodily děti Darieus, Kleombrotos a Leónidas.
Jeho nástupu na trůn předcházel spor s nevlastním bratrem Darieom o následnictví. Eforie dala přednost pravidlu jmenovat za krále nejstaršího králova syna. Uražený Darieus proto demonstrativně opustil Spartu a se svými přívrženci založil město v Libyi.

## Boje v Athénách
Spartské vojsko pod vedením krále Kleomena vyhnalo v roce 510 př. n. l. z Athén tyrana Hippia. S Kleomenovou pomocí se do čela větší části athénské aristokracie dostal Isagoras, který vyhnal svého soupeře Kleisthena, reprezentanta lidu, ale když muselo opustit Athény dalších pět set rodin a Isagoras se pokusil obnovit starou ústavu, Athéňané povstali a Kleomenes byl nucen opustit Atény. Zanedlouho vyhnali z Athén i Isagora a Kleisthenes se vrátil a začal uskutečňovat rozsáhlou státní reformu. Kleomenes ještě zorganizoval vojenskou výpravu proti Athénám, ale pro neshody se spojenci a se svým spolukrálem Demaratem se nakonec neuskutečnila a výprava se vrátila domů. V Spartě po návratu obou králů vydali zákon, který do budoucna zakazoval vést vojenskou výpravu současně oběma králi.

## Jónské povstání
V roce 499 př. n. l. vypuklo v Malé Asii povstání tamních Řeků proti perské nadvládě. Původně se vztahy mezi Řeky a Peršany mohly označit jako přátelské, ale po pádu Lýdie v roce 546 př. n. l., když se obě země staly bezprostředními sousedy, jejich přátelské vztahy postupně ochladly a netrvalo dlouho a změnily se na nepřátelské. Peršané si po bojích nakonec jejich území podmanili. Po vypuknutí povstání, jehož vůdcem se stal Milétský tyran Aristagoras požádali o pomoc Řeky na pevnině. Kleomenes pomoc odmítl, neboť Sparta si uvědomovala vážnost situace. Nechtěli Peršany vyprovokovat, a proto se snažili vést politiku nezasahování do perských zájmů. Athény poskytly povstalcům dvacet lodí a Eretria pět lodí. Byla to malá pomoc, ale povstalci přesto bojovali se střídavými úspěchy až do roku 494 př. n. l., kdy v bitvě u Ladé utrpěli porážku. Jónské povstání skončilo úplným zničením Milétu. Peršané zapálili i jiná jónská města a odvlekli do otroctví velké množství jejich obyvatelstva. Po těchto událostech se perský král Dareios I. již netajil úmyslem podmanit si celé Řecko.

## Válka s Argem
Největším vojenským úspěchem Kleomena byla výprava proti Argu v roce 494 př. n. l. Vojsko Argu porazil v bitvě u Sepeji. Po bitvě se zbytek vojska Argu a jeho spojenců ukryl v blízkém posvátném háji. Zde podle popisu historika Herodota našlo smrt 6000 bojovníků poté, co tento háj na rozkaz Kleomena zapálili.

## Perská hrozba
V roce 492 př. n. l. Peršané dobyli Thrákii a Makedonii. Maiandres, nástupce Polykrata na ostrově Samos, utekl z obavy před Peršany do Sparty, kde požádal Kleomena o azyl, ale on jeho prosbu odmítl z obavy před Peršany. Postupem času však rostla odhodlanost Sparty čelit perské hrozbě. Když Peršané vyslali vyslance do řeckých států s požadavkem o zem a vodu (symbol kapitulace,) ve Spartě dva vyslance s touto žádostí rozzlobený dav hodil do studny. Zavraždění vyslanců bylo pro Spartu podle jejich zákonů nečestné, proto do Persie odešli dobrovolně dva Sparťané, aby tam za tento čin zaplatili svými životy. Když se nedaleký ostrov ostrov Aigina podřídil žádosti perských vyslanců, Kleomenes se tentokrát rozhodl je potrestat za kapitulaci, ale jeho spolukrál Démaratos s tímto krokem nesouhlasil.

## Sesazení Démorata
Ve sporu, který mezi nimi vznikl, Kleomenes obvinil Demarata, že vládne neprávem, neboť není synem krále. Důkaz o tom si pořídil v delfské věštírně, kde to potvrdila Pýthie a Démaratos poté utekl k Peršanům. Jeho místo zaujal Leótychidas II. Po čase však vyšlo najevo, že Pýthie byla podplacená a tentokrát musel utéci Kleomenes.

## Kleomenova smrt
Kleomenes našel útočiště v Thesálii, pak v Arkádii. Pokusil se vrátit, když to nešlo po dobrém, sháněl spojence a vojsko. Sparťané Kleomena v roce 490 př. n. l. zavolali zpět, ale hned po příchodu ho zajali a zde se verze jeho dalšího osudu podle antických historiků rozcházejí. Podle jedné verze spáchal ve vězení sebevraždu, podle druhé spáchal také sebevraždu, ale po kamenování spartského davu, když ho Eforie vyhlásili za šíleného. Jelikož neměl potomka po meči jeho nástupcem se stal nevlastní bratr Leónidas.